# Metelectrona herwigi
Metelectrona herwigi és una espècie de peix de la família dels mictòfids i de l'ordre dels mictofiformes.

## Morfologia
- Els mascles poden assolir 5,5 cm de longitud total.[4][5]

## Hàbitat
És un peix marí i d'aigües profundes que viu fins als 98 m de fondària.

## Distribució geogràfica
Es troba a tots els oceans.